# Lego House
LEGO House är ett aktivitetshus med 25 miljoner Legoklossar i centrala Billund i Danmark.
Huset, som är ritat av Bjarke Ingels består av 21 ojämnt staplade klossar i olika färger och storlekar som liknar legoklossar. Väggarna av betong är klädda med fasadtegel. Huset har fem våningar och garage i källaren.
Det har en yta på 12 000 m² och har nio takterrasser med lekplatser.
LEGO House ägs och drivs av ett dotterbolag till The LEGO Foundation och invigdes den 28 september 2017 i närvaro av kronprins Frederik och kronprinsesse Mary.
Invändigt finns två utställningsområden och fyra lekområden med var sin färg där besökarna kan prova sina färdigheter genom att bygga med lego, både fysiskt och digitalt. Det röda området fokuserar på kreativitet, det blåa på tankeverksamhet, det gula på social kompetens och det gröna på känslor.
LEGO House tilldelades arkitekturpriset Årets Byggeri 2017.